# 能管

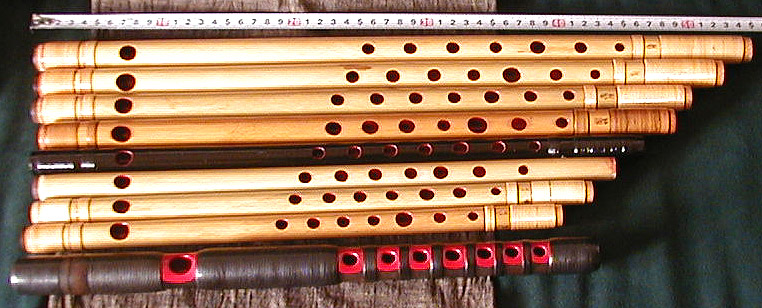
最下方者为能管，上方8支为各種篠笛。

能管是日本的一种传统高音横吹笛类木管乐器，由竹制成。能管是由觀阿彌与其子世阿弥於15世纪创造，其时二人正致力於改良能剧形式田樂和猿樂。能管不仅被应用在能剧中，还被应用於歌舞伎、寄席囃子和祇園囃子。明显的特征是具有“喉”（のど）这一结构。

## 构造
能管整體看來是漸細的，无键，长39.1厘米，平均内径为1.7厘米，七指孔，孔周围用漆加固，材料與日本雅樂使用的龍笛相同，均為川竹（又稱苦竹、篠竹），有時也會用干燥的煤竹，煤竹是用烟熏过的竹子，这种表面碳化的竹子可以长时间的保存。一些情况下，会将竹子纵向切开，将里面坚硬的部分取出作为材料。材料会被切成渐细的长条，并用胶粘在一起，组成长圆锥形的管，管内部涂抹上厚漆，或是将劈开的竹条会被反向附在硬竹制内表面以提高音响效果，而现代的一些制作者会将蛋彩畫的内用涂料用於此处，以达到相同目的。外侧会用江户彼岸樱（Prunus pendula）的栽培种蒲櫻（Prunus 'Kabazakura'，又称樺櫻）的树皮卷绕包裹并涂漆。
吹口与第一指孔间的部分被称为“喉”，其内插入厚2－3毫米的竹管，特点是此部分较为狭细。这一部分的存在阻碍了十二平均律的共鳴模式，却构成了日本的各种音階和其他独特的音階，并使能管可以通过文丘里效应发出非常高亢强烈的、主要为高频谐波的音调，日语称为。吹口的上方头管部会插入一个包裹有纸和蜡的铅制圆柱形物。

## 音调和音域
能管的音域超过2个八度。传统上每支能管都是独一无二的，因为制造者在制造时都会做一点改造，这就导致每支能管的主音频率都是不同的。